# Bernard Hill
Bernard Hill (Mánchester, Inglaterra, 17 de diciembre de 1944-Suffolk, Inglaterra, 5 de mayo de 2024) fue un prolífico actor británico de cine, televisión y teatro.
Conocido por interpretar al capitán Edward Smith en Titanic (1997) de James Cameron, a Luther Plunkitt en True Crime (1999) de Clint Eastwood, y a Théoden, rey de Rohan, en El Señor de los Anillos (2002-2003) de Peter Jackson.

## Biografía
Hill nació en el suburbio de Blackley, en el Gran Mánchester. Se crio en una familia católica de mineros. Hill asistió al Xaverian College y luego a la Manchester Polytechnic School of Drama. Se graduó con un diploma en teatro en 1970.

## Trayectoria profesional
Hizo su debut en el escenario en John, Paul, George, Ringo... and Bert, de Willy Russell, en 1974. Continuó con carrera como actor a ambos lados del Atlántico, protagonizando producciones británicas y estadounidenses tanto en cine o en televisión como en los escenarios.
El prestigio le llegó con el papel de Yosser Hughes, un hombre de clase obrera en crisis, en la serie para la BBC de Alan Bleasdale, The Black Stuff (1979) y su secuela, Boys from the Blackstuff (1982). Su personaje y las frases de este se hicieron muy populares entre los críticos del gobierno de Margaret Thatcher, debido al elevado desempleo. Hill había trabajado antes en pequeños papeles para la televisión británica, donde destacó su aparición como el soldado romano Valerius Gratus en Yo, Claudio (1976).
Además de papeles de televisión, trabajó en diferentes proyectos para la gran pantalla, como su papel de juez de instrucción en la película de Peter Greenaway Conspiración de mujeres (1988), y Shirley Valentine (1989). Pero comenzó a ser conocido por su participación en la oscarizada película de James Cameron, Titanic (1997), donde interpretó al capitán del RMS Titanic Edward John Smith. Además apareció como Egeo en la versión cinematográfica de El sueño de una noche de verano (1999).
Más tarde aceptó el papel del rey Théoden de Rohan en la segunda y en la tercera parte de la trilogía cinematográfica de Peter Jackson basada en la obra de J. R. R. Tolkien El Señor de los Anillos (2002-2003). Curiosamente, Hill ha aparecido en tres películas galardonadas con el premio Óscar a la «Mejor película»: Gandhi, Titanic y El retorno del Rey, siendo las dos últimas ganadoras de once estatuillas.
En 2005 actuó en la película española El corazón de la tierra, donde interpretó al despiadado gerente de una mina en la provincia de Huelva. Apareció como coprotagonista junto a Tom Cruise y Patrick Wilson en la película Valkyrie (2009), basada en una conspiración para asesinar a Adolf Hitler durante la Segunda Guerra Mundial.

## Filmografía

### Largometrajes
| Año  | Título original                               | Personaje                   |
| ---- | --------------------------------------------- | --------------------------- |
| 1975 | It Could Happen to You                        | Syph                        |
| 1976 | Trial by Combat                               | Blind Freddie               |
| 1978 | The Sailor's Return                           | Carter                      |
| 1978 | The Spongers                                  | Sullivan                    |
| 1982 | Gandhi                                        | Sargento Putnam             |
| 1983 | Squaring the Circle                           | Lech Walesa                 |
| 1983 | Runners                                       | Trevor Field                |
| 1984 | The Bounty                                    | William Cole                |
| 1985 | Restless Natives                              | Will's father               |
| 1985 | The Chain                                     | Nick                        |
| 1985 | Samson and Delilah                            | Willie Naknervis            |
| 1986 | Milwr Bychan                                  | Officer                     |
| 1986 | New World                                     | John Billington             |
| 1986 | No Surrender                                  | Bernard                     |
| 1987 | Bellman and True                              | Hiller                      |
| 1988 | Drowning by Numbers                           | Henry Madgett               |
| 1989 | Shirley Valentine                             | Joe Bradshaw                |
| 1990 | Mountains of the Moon                         | Dr. David Livingstone       |
| 1991 | The Law Lord                                  | Martin Allport              |
| 1992 | The Name of the Game                          | Ignatius "Iggy" Smith       |
| 1993 | Shepherd on the Rock                          | Tam Ferrier                 |
| 1994 | Skallagrigg                                   | John                        |
| 1994 | Drug Taking and the Arts                      | Presentador y narrador      |
| 1995 | Madagascar Skin                               | Flint                       |
| 1996 | The Ghost and the Darkness                    | David Hawthorne             |
| 1996 | The Wind in the Willows                       | Engine driver               |
| 1997 | Titanic                                       | Capitán Edward J. Smith     |
| 1997 | The Mill on the Floss                         | Edwards Tulliver            |
| 1999 | The Criminal                                  | Det. Insp. Walker           |
| 1999 | True Crime                                    | Lunther Plunkitt            |
| 1999 | A Midsummer Night's Dream                     | Egeus                       |
| 1999 | The Loss of Sexual Innocence                  | Susan's father              |
| 2000 | Blessed Art Thou                              | Frederick                   |
| 2000 | Eisenstein                                    | Stalin                      |
| 2000 | Going Off Big Time                            | Murray                      |
| 2002 | The Scorpion King                             | Philos                      |
| 2002 | The Lord of the Rings: The Two Towers         | Rey Théoden                 |
| 2003 | The Boys from County Clare                    | John Joe                    |
| 2003 | Gothika                                       | Phil Parsons                |
| 2003 | The Lord of the Rings: The Return of the King | Rey Théoden                 |
| 2004 | Wimbledon                                     | Edward Colt                 |
| 2004 | The Deal                                      | Victor                      |
| 2005 | The League of Gentlemen's Apocalypse          | Rey Guillermo III           |
| 2006 | Joy Division                                  | Dennis                      |
| 2006 | Save Angel Hope                               | Oscar Kurz                  |
| 2007 | Exodus                                        | Pharoah Mann                |
| 2008 | Valkyrie                                      | General confiado - Desierto |
| 2008 | Franklyn                                      | Peter Esser                 |
| 2011 | The Wraith                                    | El narrador                 |
| 2012 | ParaNorman                                    | El juez                     |
| 2015 | North v South                                 | John Claridge               |
| 2016 | Golden Years                                  | Arthur Goode                |
| 2016 | Interlude City                                | Richard                     |
| 2018 | Second Chance                                 | Peter                       |
| 2023 | Forever Young                                 | Oscar Smith                 |
| 2024 | The moor                                      | Thornley                    |

### Series y telefilmes
| Año  | Título original                       | Personaje                            | Notas               |
| ---- | ------------------------------------- | ------------------------------------ | ------------------- |
| 1973 | Hard Labour                           | Edward Thornley                      |                     |
| 1976 | I, Claudius                           | Gratus                               | Serie; 2 episodios  |
| 1977 | Our Flesh and Blood                   | Bernard Blencoe                      | Serie; 1 episodios  |
| 1978 | Pickersgill People                    | Harry 'Sharky' Finn                  | Serie; 1 episodios  |
| 1979 | Telford's Change                      | Jack Burton                          | Serie; 1 episodios  |
| 1979 | The Black Stuff                       | Yosser Hughes                        | Serie; 1 episodios  |
| 1980 | Fox                                   | Vin Fox                              | Serie; 11 episodios |
| 1982 | Boys from the Blackstuff              | Yosser Hughes                        | Serie; 5 episodios  |
| 1983 | Henry VI, Part 1                      | Duque de York                        | Serie; 1 episodios  |
| 1983 | Henry VI, Part 2                      | Duque de York                        | Serie; 1 episodios  |
| 1983 | Henry VI, Part 3                      | Duque de York                        | Serie; 1 episodios  |
| 1983 | Richard III                           | Primer asesino / Sir William Brandon | Serie; 1 episodios  |
| 1984 | Antigone                              | Mensajero                            | Serie; 1 episodios  |
| 1985 | The Burston Rebellion                 | Tom Higdon                           | Serie; 1 episodios  |
| 1985 | John Lennon: A Journey in the Life    | John Lennon                          | Serie; 1 episodios  |
| 1993 | Olly's Prison                         | Mike                                 | Serie; 1 episodios  |
| 1993 | Telltale                              | Det. Sgt. Gavin Douglas              | Serie; 3 episodios  |
| 1993 | Lipstick on Your Collar               | Uncle Fred                           |                     |
| 1994 | Once Upon a Time in the North         | Len Tollit                           |                     |
| 1995 | The Gambling Man                      | Frank Nickle                         | Película para TV    |
| 1999 | Great Expectations                    | Abel Magwitch                        | Serie; 2 episodios  |
| 1999 | The Titanic Chronicles                | Captain Stanley Lord (voz)           | Serie; 1 episodios  |
| 2001 | Horizon                               | Narrador                             | Serie; 9 episodios  |
| 2002 | Timewatch                             | Narrador                             | Serie; 1 episodios  |
| 2004 | Atheism: A Rough History of Disbelief | él mismo                             | Serie; 1 episodios  |
| 2005 | A Very Social Secretary               | David Blunkett                       | Serie; 1 episodios  |
| 2006 | Ocean Odyssey                         | Narrador                             | Serie; 2 episodios  |
| 2007 | Egomania                              | Narrador                             | Serie; 1 episodios  |
| 2007 | Bombay Railway                        | Narrador                             | Serie; 2 episodios  |
| 2008 | Sunshine                              | Granddad George Crosby               | Serie; 3 episodios  |
| 2008 | Wild China                            | Narrador                             | Serie; 6 episodios  |
| 2009 | Folk America                          | Narrador                             | Serie; 3 episodios  |
| 2009 | Ice Patrol                            | Narrador                             | Serie; 4 episodios  |
| 2010 | Old Trafford 100 Years                | Narrator and Presenter               | Serie; 1 episodios  |
| 2010 | Five Days                             | Gerard Hopkirk                       | Serie; 5 episodios  |
| 2010 | Indian Hill Railways                  | Narrador                             | Serie; 3 episodios  |
| 2010 | Canoe Man                             | John Darwin                          | Serie; 1 episodios  |
| 2012 | Falcón                                | Ramón Salgado                        | Serie; 2 episodios  |
| 2014 | From There to Here                    | Samuel Cotton                        | Serie; 3 episodios  |
| 2014 | Hope And Wire                         | Len Russell                          | Serie; 3 episodios  |
| 2015 | Wolf Hall                             | Duque de Norfolk                     | Serie; 6 episodios  |
| 2015 | India's Frontier Railways             | Narrador                             | Serie; 3 episodios  |
| 2015 | Unforgotten                           | Padre Robert Greaves                 | Serie; 6 episodios  |
| 2024 | The Responder                         | -                                    | -                   |

## Teatro
| Año  | Obra                                  | Personaje              | Teatro                            | Ref.  |
| ---- | ------------------------------------- | ---------------------- | --------------------------------- | ----- |
| 1974 | John, Paul, George, Ringo... and Bert | John Lennon            | Everyman Theatre, Liverpool       | [ 7 ] |
| 1978 | Twelfth Night                         | Toby Belch             | Young Vic, Londres                | [ 7 ] |
| 1983 | Short List                            | Howard                 | Hampstead Theatre, London         | [ 7 ] |
| 1984 | The Plough and the Stars              | Fluther Good           | Royal Exchange, Manchester        | [ 7 ] |
| 1986 | Macbeth                               | Macbeth                | Haymarket Theatre, Leicester      | [ 7 ] |
| 1989 | The Cherry Orchard                    | Lopakhin               | Aldwych Theatre, Londres          | [ 7 ] |
| 1990 | Gasping                               | Sir Chiffley Lockheart | Theatre Royal, Haymarket, Londres | [ 7 ] |
| 1995 | A View from the Bridge                | Eddie Carbone          | Strand Theatre, Londres           | [ 7 ] |

## Reconocimientos

#### Premios BAFTA
| Año  | Categoría                 | Película                 | Resultado |
| ---- | ------------------------- | ------------------------ | --------- |
| 1982 | Mejor actor de televisión | Boys from the Blackstuff | Nominado  |
| 2005 | Mejor actor de televisión | A Very Social Secretary  | Nominado  |

#### Premios Emmy
| Año  | Categoría                 | Película                | Resultado |
| ---- | ------------------------- | ----------------------- | --------- |
| 2005 | Mejor actor de televisión | A Very Social Secretary | Nominado  |

#### Premios del Sindicato de Actores
| Año  | Categoría     | Película                                    | Resultado |
| ---- | ------------- | ------------------------------------------- | --------- |
| 1997 | Mejor reparto | Titanic                                     | Nominado  |
| 2002 | Mejor reparto | El Señor de los Anillos: las dos torres     | Nominado  |
| 2003 | Mejor reparto | El Señor de los Anillos: el retorno del Rey | Ganador   |